# Passaporte checoslovaco
O passaporte checoslovaco foi emitido para cidadãos da Checoslováquia para viagens internacionais. Desde a dissolução da Checoslováquia em República Checa e Eslováquia, os dois países emitem os seus próprios passaportes.

## História
Os titulares de passaporte da Checoslováquia eram obrigados a obter um visto de saída a partir de 23 de fevereiro de 1948. No verão de 1948, a diretiva foi temporariamente suspensa.
No outono de 1951, no entanto, o governo determinou que todos os passaportes fossem confiscados, obrigando seus portadores a enviá-los ao Ministério de Segurança do Estado de Praga. Essa medida deixou milhares de checoslovacos em todo o mundo efetivamente apátridas, pois seus documentos foram confiscados pelas embaixadas/consulados-gerais. Após isso, os passaportes eram emitidos apenas para pessoas que o governo comunista considerava adequadas para possuí-los. O embaixador soviético, Bohuslav Lastovicka, protestou contra a súbita mudança de política.
Viajar para fora do bloco oriental tornou-se quase impossível, uma vez que as carteiras de identidade da Checoslováquia eram válidas apenas para viagens dentro da Cortina de Ferro e obter um passaporte por meios legítimos era praticamente impossível. Em 1963, no entanto, os cidadãos da Checoslováquia receberam autorização para visitar parentes no Ocidente e, posteriormente, a Lei nº 63 de 1965, relativa aos passaportes, criou um regime mais liberal em relação à emissão de passaportes.

## Galeria de passaportes

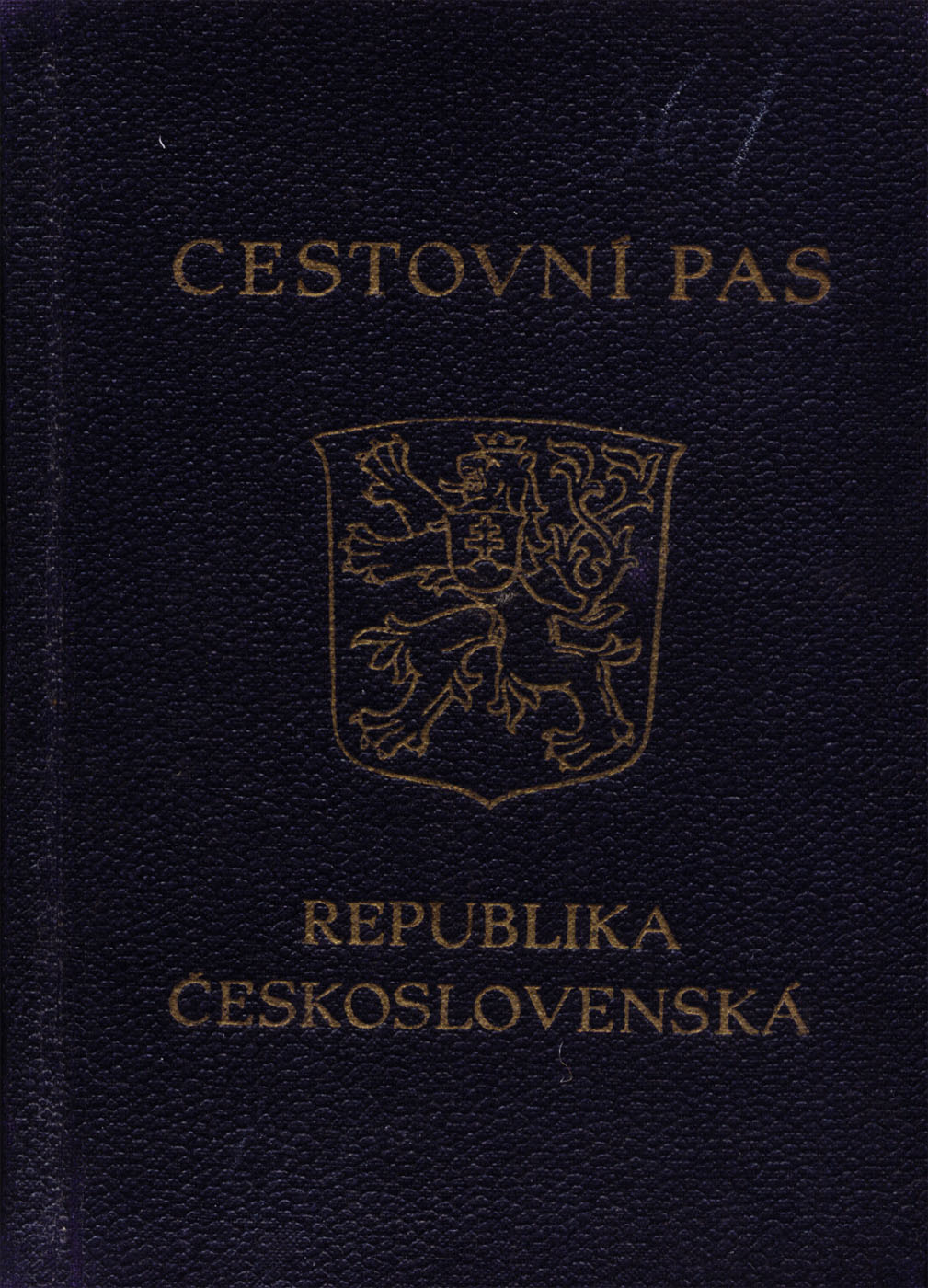
Passaporte de 1947
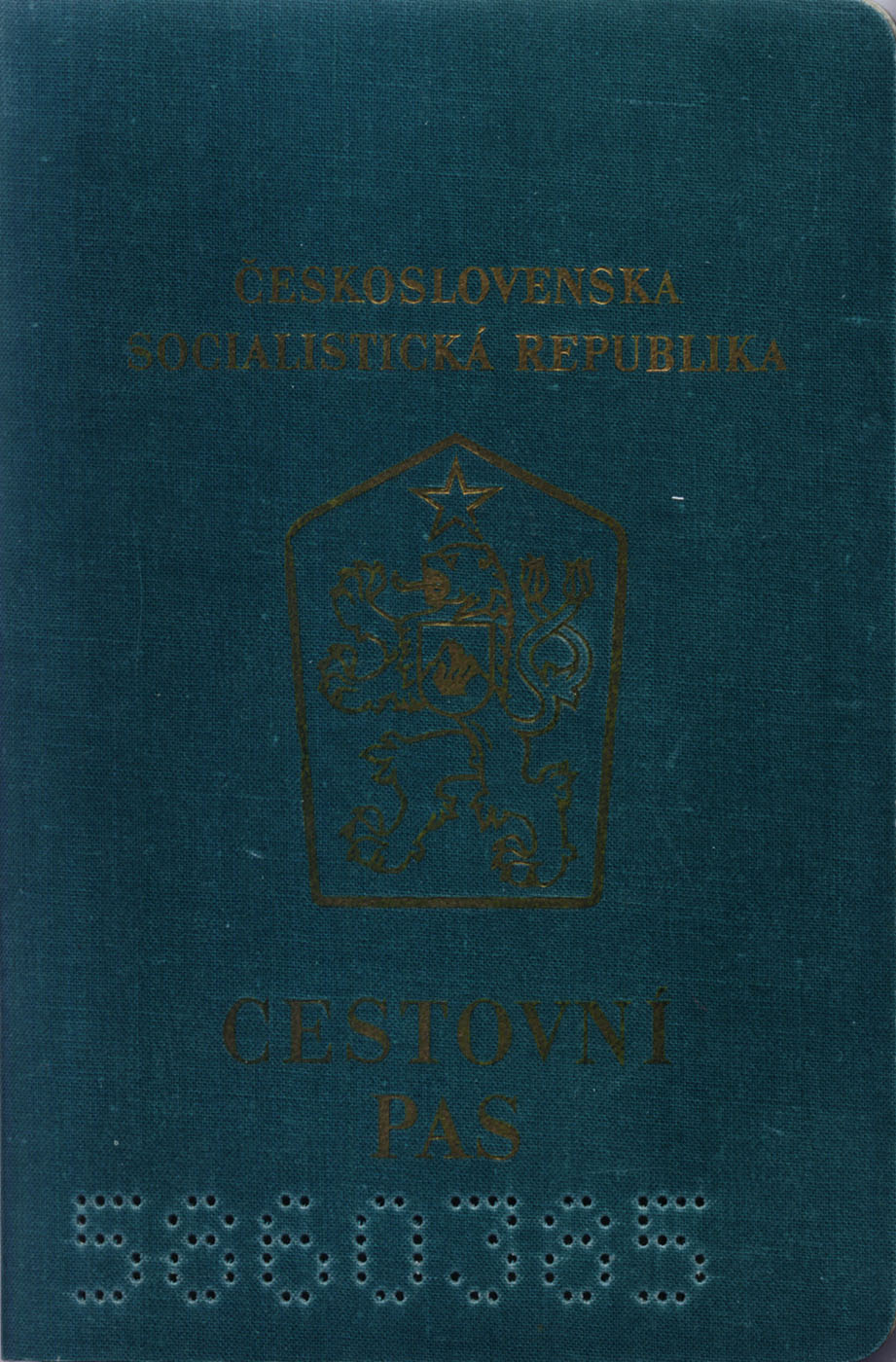
Passaporte de 1967